# Réserve naturelle Kabli
 La réserve naturelle de Kabli est une réserve naturelle de 733 hectares située dans le sud-ouest de l'Estonie, dans le comté de Pärnu. 
Une tour d'observation des oiseaux a été construite ici en 1969 et la zone a été désignée zone protégée en 1991. En 2007, la zone a bénéficié d'un degré de protection plus élevé. La riche vie des oiseaux continue d'être la principale raison de ces mesures de protection, car les eaux côtières et les prairies d'eau fragiles qui bordent le golfe de Riga ici constituent une étape importante pour les oiseaux migrateurs. Entre 10 000 et 20 000 oiseaux sont bagués ici chaque saison. De plus, des chauves-souris migratrices et des insectes ont été étudiés dans la réserve naturelle.

## Visites
Un centre de visiteurs propose des expositions et des informations sur la faune dans la réserve naturelle, et est complété par des sentiers naturels, des tours d'observation des oiseaux et d'autres installations,. 

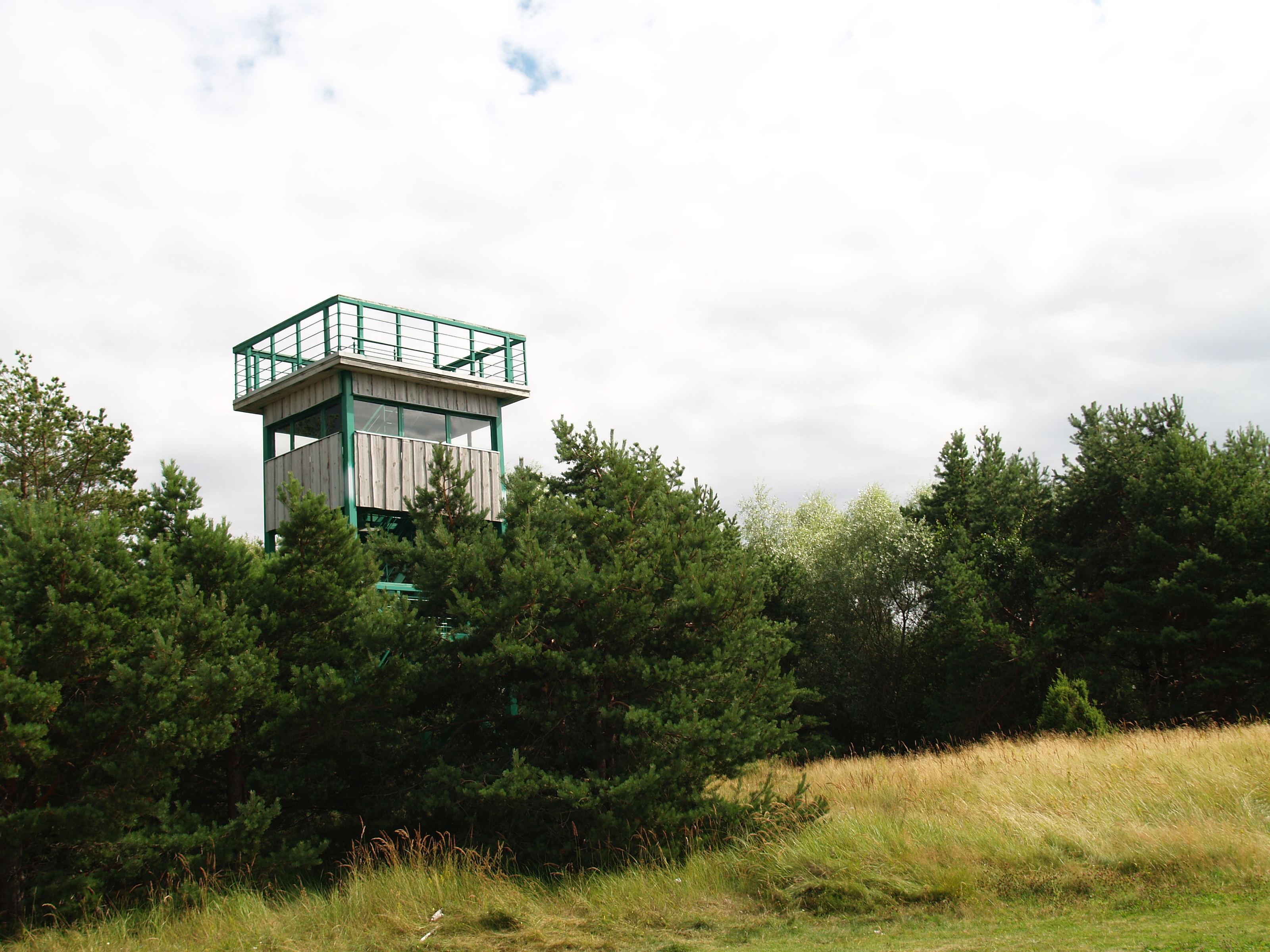
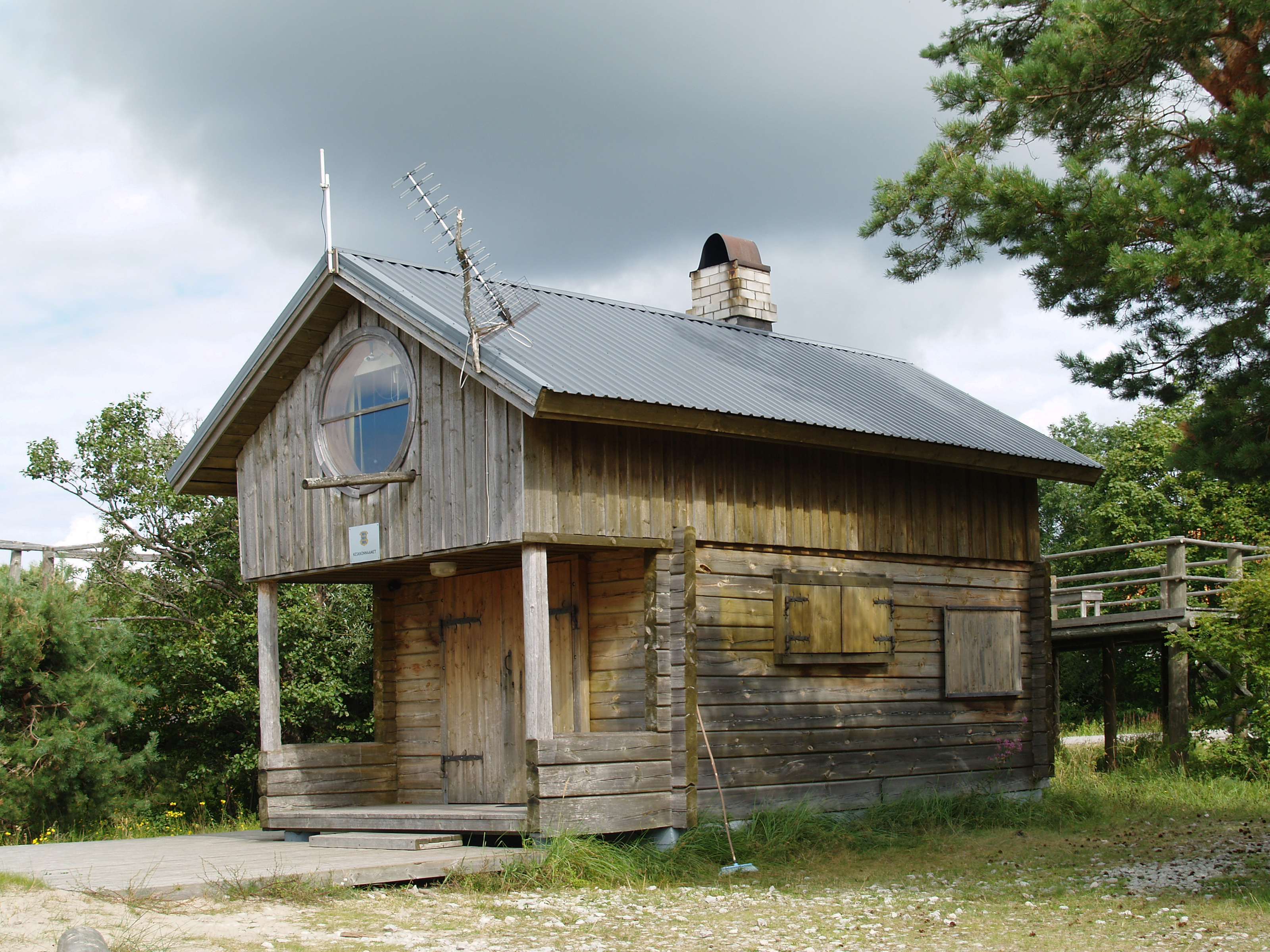
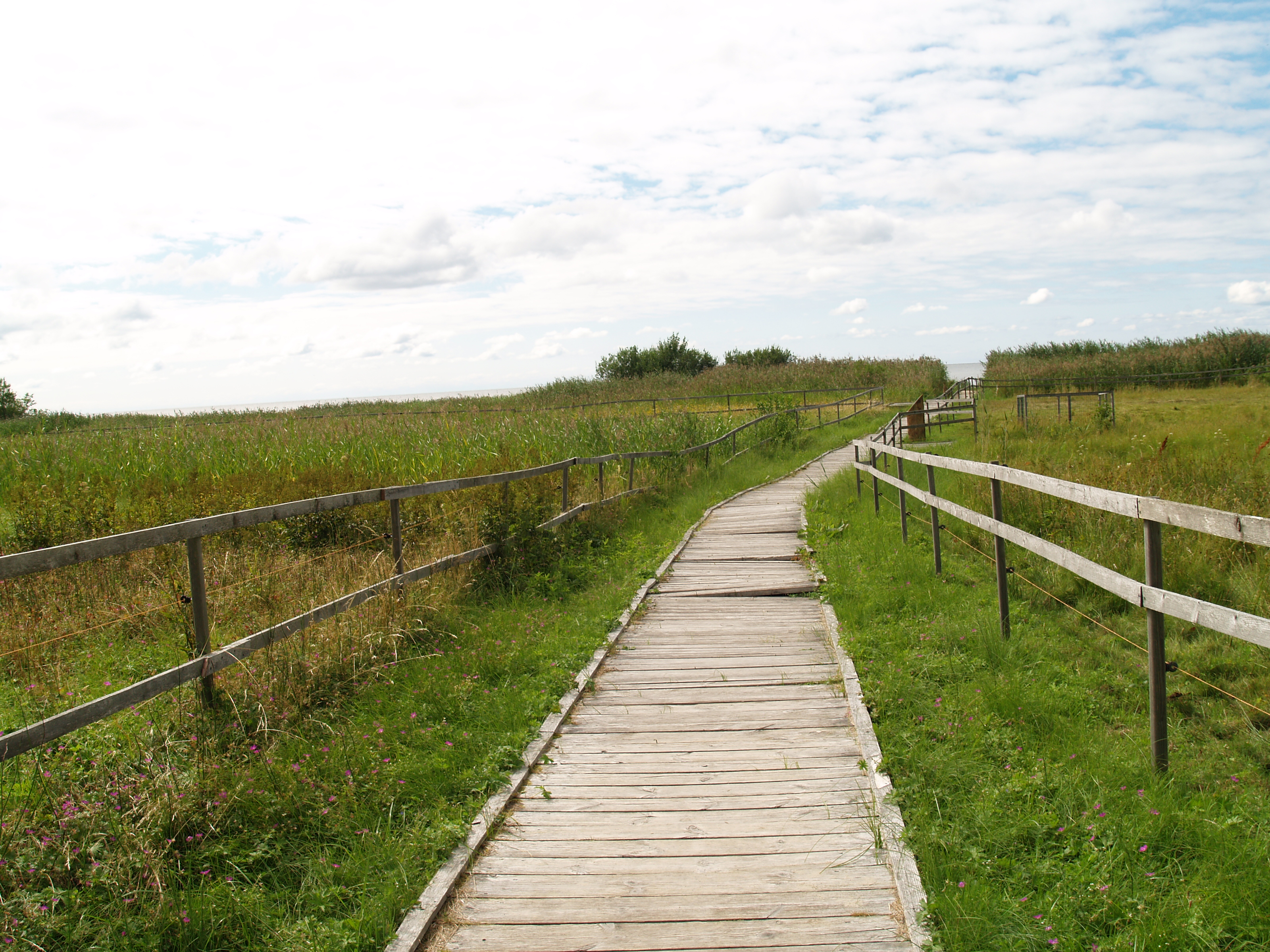